# Acanthocephaloides plagiusae
Acanthocephaloides plagiusae is een soort haakworm uit de familie Arhythmacanthidae. De wetenschappelijke naam van de soort werd voor het eerst geldig gepubliceerd in 2013 door Santana-Pineros, Cruz-Quintana, Centeno-Chale en Vidal-Martinez.